# Wischbek (Alster)
Die Wischbek ist ein linker Nebenfluss der Alster.

## Geographie

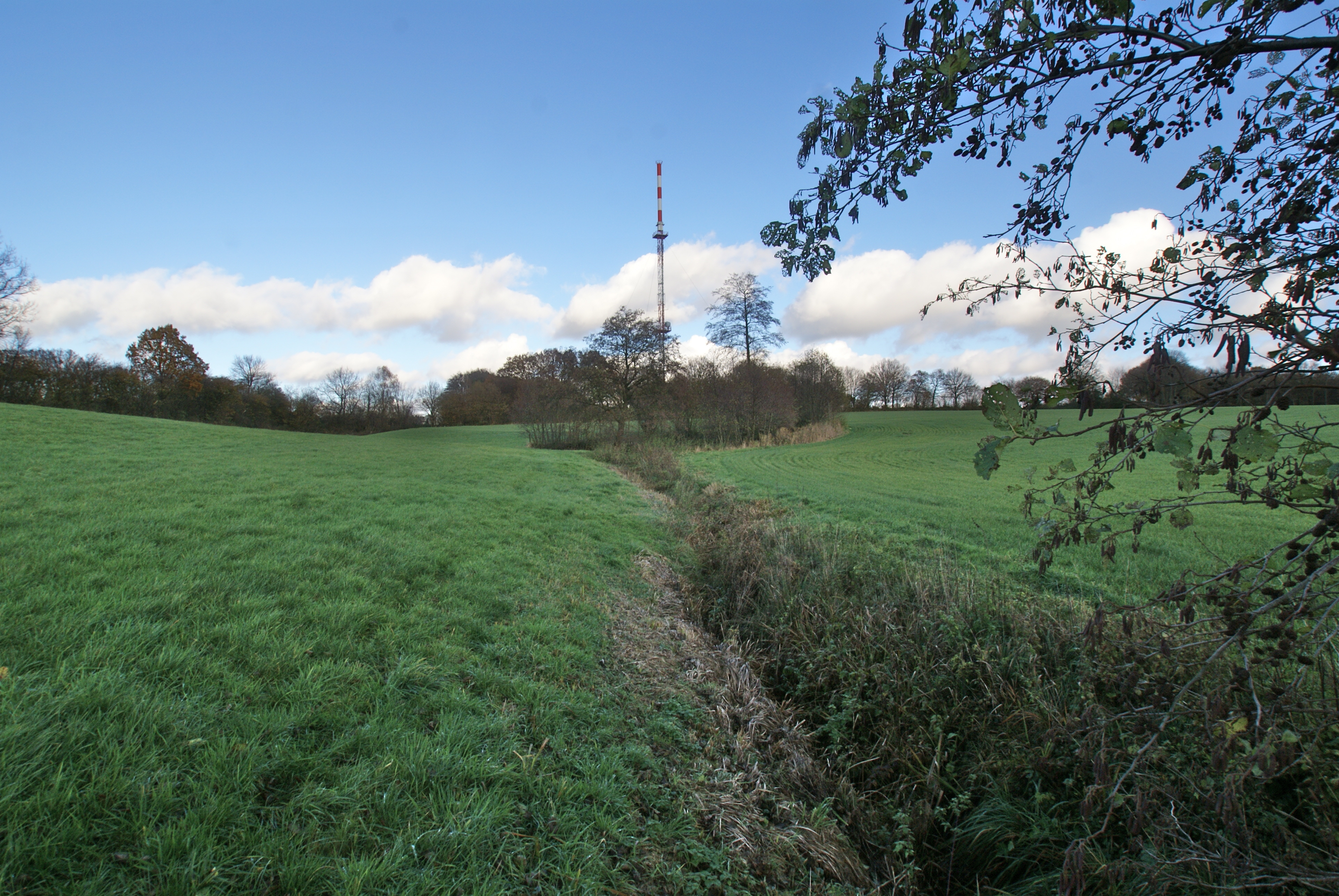
Quellgebiet der Wischbek

Die Wischbek entspringt südlich von dem Kisdorfer Ortsteil Kisdorf-Regel, unweit der Erhebung Rathkrügen (91 m). Sie mündet bei Henstedt-Ulzburg im Naturschutzgebiet Oberalsterniederung in die Alster. Die Wischbek wird gelegentlich als Quellfluss der Alster genannt. Wilhelm Melhop beschreibt die Wischbek 1932 als „größtenteils in geradlinige Grabenstrecken umgewandelt“ und als „einen im Sommer häufig trockenen Regenbach“.

## Vegetation
Die Wischbek ist größtenteils von Grünland umgeben. Abschnittsweise ist sie von Galeriewald gesäumt.